# Équipe de Tunisie de football en 2005
L'équipe de Tunisie de football participe en 2005 à la coupe des confédérations 2005 et a disputé les éliminatoires conjointes de la CAN et de la coupe du monde 2006.
L'équipe a joué douze rencontres internationales, dont six dans le cadre des éliminatoires conjointes, trois dans le cadre de la coupe des confédérations à laquelle la Tunisie a participé en tant que détentrice de la CAN 2004 et trois matchs amicaux.

## Matchs
| Date             | Stade                              | Adversaire | Score                     | Comp     | Buteurs tunisiens                                              |
| 26 mars 2005     | Stade du 7-Novembre Radès, Tunisie | Malawi     | 7-0                       | QCAN/CDM | Gmamdia 3e, Santos 12e 52e 75e 77e, Clayton 60e, Ghodhbane 80e |
| 27 mai 2005      | Stade du 7-Novembre Radès, Tunisie | Angola     | 4-1                       | A        | Zitouni 20e 70e, Mhedhebi 51e 81e                              |
| 4 juin 2005      | Gaborone, Botswana                 | Botswana   | 3-1                       | QCAN/CDM | M. Nafti 27e, Santos 43e, Abdi 78e                             |
| 15 juin 2005     | Cologne, Allemagne                 | Argentine  | 1-2                       | C Conf   | Gmamdia 72e                                                    |
| 18 juin 2005     | Cologne, Allemagne                 | Allemagne  | 0-3                       | C Conf   |                                                                |
| 21 juin 2005     | Leipzig, Allemagne                 | Australie  | 2-0                       | C Conf   | Santos 26e 70e                                                 |
| 11 juin 2005     | Stade du 7-Novembre Radès, Tunisie | Guinée     | 2-0                       | QCAN/CDM | Clayton 36e, Chedli 78e                                        |
| 17 août 2005     | Stade du 7-Novembre Radès, Tunisie | Kenya      | 1-0                       | QCAN/CDM | Gmamdia 2e                                                     |
| 3 septembre 2005 | Nairobi, Kenya                     | Kenya      | 2-0                       | QCAN/CDM | Gmamdia 2e, Jemâa 85e                                          |
| 8 octobre 2005   | Stade du 7-Novembre Radès, Tunisie | Maroc      | 2-2                       | QCAN/CDM | Clayton 18e, Chedli 69e                                        |
| 11 novembre 2005 | Stade Charléty Paris, France       | RD Congo   | 2-2 (arrêté à la 69e min) | A        | Ben Saada 28e, Santos 65e                                      |
| 16 novembre 2005 | Le Caire, Égypte                   | Égypte     | 2-1                       | A        | Gmamdia 57e 60e                                                |

## Source
- Mohamed Kilani, « Équipe de Tunisie : les rencontres internationales », Guide-Foot 2010-2011, éd. Imprimerie des Champs-Élysées, Tunis, 2010